# زمین‌لرزه ۱۹۶۸ ایلینوی
زمین‌لرزه ایلی‌نوی  در تاریخ ۹ نوامبر ۱۹۶۸ میلادی، برابر با ‎۱۸ آبان ۱۳۴۷، ساعت ۱۷:۰۱:۴۰.۵ به زمان یوتی‌سی در آمریکا ، منطقه ایلی‌نوی رخ داد.ژرفای این زمین‌لرزه ۲۱ کیلومتر بود. بزرگی آن ۵٫۲ در مقیاس Mw بدست آمده‌است.
بیشینهٔ شدت آن در مقیاس مرکالی، VII اعلام شده‌است. زمین‌لرزه هیچ کشته‌ای نداشته است.